# Marcello Agnoletto
Marcello Agnoletto (* 2. Januar 1932 in Montebelluna (TV), Italien) ist ein ehemaliger italienischer Fußballspieler. Agnoletto spielte in den 1950er Jahren unter anderem bei den italienischen Erstligisten Calcio Padova, Sampdoria Genua, Vicenza Calcio und FC Modena.
Bei Sampdoria Genua schaffte der Außenstürmer 1956 auch den Sprung in die italienische Fußballnationalmannschaft. Sein Einsatz am 11. November 1956 gegen die Schweiz blieb jedoch das einzige Länderspiel seiner Karriere.